# Yigal Tumarkin
Yigal Tumarkin (Dresden, 1933 – 12 de agosto de 2021) foi um pintor e escultor israelense. Ele imigrou para Israel com dois anos de idade. Serviu na marinha israelense e após do serviço militar aprendeu escultura em Ein Hod, uma vila de artistas no Monte Carmelo. É famoso pela escultura do holocausto na praça central de Tel Aviv (Praça de Rabin) e por várias esculturas situadas no Negueve.
Foi agraciado com o Prêmio Israel em 2004.

## Morte
Tumarkin morreu em 12 de agosto de 2021, aos 87 anos de idade.